# Georgi Ivanov (cosmonauta)
Georgi Ivanov Kakalov (in bulgaro Георги Иванов Какалов?; Loveč, 2 luglio 1940) è un ufficiale e cosmonauta bulgaro.
È andato nello spazio nel 1979 a bordo della Sojuz 33, primo cosmonauta bulgaro ad andare nello spazio.